# Lijst van Atari 7800-spellen
De lijst van Atari 7800-spellen bevat computerspellen die uitgegeven zijn voor de Atari 7800. De spellen zijn gerangschikt op alfabet.
| Titel                     | Ontwikkelaar                | Uitgever               | Uitgebracht      | Genre          |
| ------------------------- | --------------------------- | ---------------------- | ---------------- | -------------- |
| 32 in 1                   | Verschillende ontwikkelaars | Atari                  | 1988             | Compilatiespel |
| Ace of Aces               | Artech                      | Accolade, Atari        | 1988             | Simulatiespel  |
| Alien Brigade             | Atari                       | Atari                  | 1990             | Actiespel      |
| Asteroids                 | Atari                       | Atari                  | 1987             | Actiespel      |
| Ballblazer                | Lucasfilm Games             | Atari                  | 1987             | Sportspel      |
| Barnyard Blaster          | Atari                       | Atari                  | 1988             | Actiespel      |
| Basketbrawl               | Atari                       | Atari                  | 1990             | Sportspel      |
| Centipede                 | Atari                       | Atari                  | 1987             | Actiespel      |
| Choplifter!               | Brøderbund Software         | Atari                  | 1987             | Actiespel      |
| Commando                  | Capcom                      | Atari                  | 1989             | Actiespel      |
| Crack'ed                  | Atari                       | Atari                  | 1988             | Actiespel      |
| Crossbow                  | Exidy                       | Atari                  | 1987             | Actiespel      |
| Dark Chambers             | Atari                       | Atari                  | 1988             | Actiespel      |
| Desert Falcon             | Atari                       | Atari                  | 1987             | Actiespel      |
| Dig Dug                   | Namco                       | Atari                  | 1987             | Actiespel      |
| Donkey Kong               | Ikegami Tsushinki, Nintendo | Atari                  | 1988             | Actiespel      |
| Donkey Kong Junior        | Nintendo                    | Atari                  | 1988             | Actiespel      |
| Double Dragon             | Technos Japan               | Activision             | 1989             | Actiespel      |
| F-18 Hornet               | Absolute Entertainment      | Absolute Entertainment | 1988             | Simulatiespel  |
| Fatal Run                 | Sculptured Software         | Atari                  | 1990             | Racespel       |
| Fight Night               | Sydney Development          | Accolade, Atari        | 1988             | Sportspel      |
| Fighter Pilot             | Absolute Entertainment      | Absolute Entertainment | 1989             | Simulatiespel  |
| Food Fight                | Atari                       | Atari                  | 1987             | Actiespel      |
| Galaga                    | Namco                       | Atari                  | 1987             | Actiespel      |
| GATO                      | Spectrum HoloByte           | Atari                  | Niet uitgebracht | Simulatiespel  |
| Hat Trick                 | Bally Sente                 | Atari                  | 1987             | Sportspel      |
| Ikari Warriors            | SNK                         | Atari                  | 1989             | Actiespel      |
| Impossible Mission        | Epyx                        | Atari                  | 1987             | Actiespel      |
| Jinks                     | Diamond Software            | Atari                  | 1989             | Actiespel      |
| Joust                     | Williams Electronics        | Atari                  | 1987             | Actiespel      |
| Karateka                  | Atari                       | Atari                  | 1987             | Actiespel      |
| Klax                      | Atari                       | ResQsoft Productions   | 1990             | Strategiespel  |
| Kung-Fu Master            | Irem                        | Absolute Entertainment | 1989             | Actiespel      |
| Mario Bros.               | Nintendo                    | Atari                  | 1988             | Actiespel      |
| Mat Mania Challenge       | American Technos            | Atari                  | 1990             | Sportspel      |
| Mean 18                   | Accolade                    | Accolade, Atari        | 1989             | Sportspel      |
| Meltdown                  | Atari                       | Atari                  | 1990             | Actiespel      |
| Midnight Mutants          | Radioactive Software        | Atari                  | 1990             | Actiespel      |
| Missing In Action         | TNT Games                   | TNT Games              | Niet uitgebracht | Actiespel      |
| MotorPsycho               | BlueSky Software            | Atari                  | 1990             | Racespel       |
| Ms. Pac-Man               | GCC, Midway Games           | Atari                  | 1987             | Actiespel      |
| Ninja Golf                | BlueSky Software            | Atari                  | 1990             | Sportspel      |
| One-on-One                | Atari                       | Atari                  | 1987             | Sportspel      |
| Pete Rose Pennant Fever   | Absolute Entertainment      | Absolute Entertainment | 1989             | Sportspel      |
| Pit Fighter               | Atari                       | Atari                  | Niet uitgebracht | Sportspel      |
| Planet Smashers           | Atari                       | Atari                  | 1990             | Actiespel      |
| Plutos                    | Tynesoft                    | Tynesoft               | Niet uitgebracht | Actiespel      |
| Pole Position II          | Namco                       | Atari                  | 1987             | Racespel       |
| Rampage                   | Bally Midway                | Activision             | 1989             | Actiespel      |
| Rampart                   | Atari                       | Atari                  | Niet uitgebracht | Strategiespel  |
| RealSports Baseball       | Atari                       | Atari                  | 1988             | Sportspel      |
| Rescue on Fractalus       | Atari                       | Atari                  | Niet uitgebracht | Actiespel      |
| Robotron: 2084            | Williams Electronics        | Atari                  | 1986             | Actiespel      |
| Scrapyard Dog             | BlueSky Software            | Atari                  | 1990             | Actiespel      |
| Sentinel                  | Atari                       | Atari                  | 1991             | Actiespel      |
| Sirius                    | Tynesoft                    | Tynesoft               | Niet uitgebracht | Actiespel      |
| Summer Games              | Epyx                        | Atari                  | 1987             | Sportspel      |
| Super Huey UH-IX          | Cosmi                       | Atari                  | 1988             | Simulatiespel  |
| Super Skateboardin'       | Absolute Entertainment      | Absolute Entertainment | 1988             | Sportspel      |
| Tank Command              | Froggo Games                | Froggo Games           | 1988             | Actiespel      |
| Title Match Pro Wrestling | Absolute Entertainment      | Absolute Entertainment | 1989             | Sportspel      |
| Touchdown Football        | Imagic                      | Atari                  | 1988             | Sportspel      |
| Tower Toppler             | Hewson Consultants          | Atari                  | 1988             | Strategiespel  |
| Water Ski                 | Froggo Games                | Froggo Games           | 1988             | Sportspel      |
| Winter Games              | Action Graphics             | Atari                  | 1987             | Sportspel      |
| Xenophobe                 | Bally Midway                | Atari                  | 1989             | Platformspel   |
| Xevious                   | Namco                       | Namco                  | 1988             | Actiespel      |